# Zone d'occupation américaine en Allemagne
1945 – 1947 (1949)
Entités précédentes :
- Troisième Reich

Entités suivantes :
- Bizone (1947)
- Trizone (1948)
- République fédérale d'Allemagne (1949)
- Berlin-Ouest (1949)

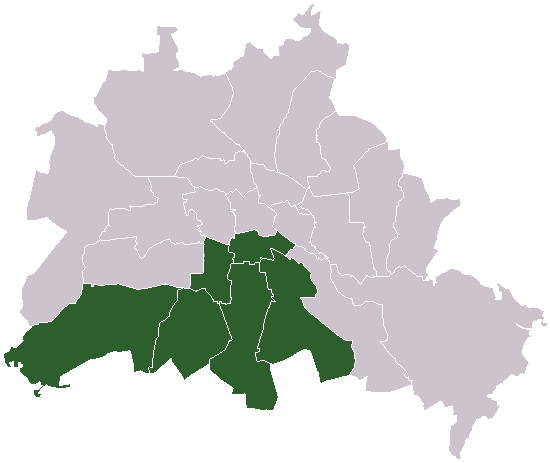
Le secteur d'occupation américain à Berlin.

La Zone d'occupation américaine (en allemand : Amerikanische Besatzungszone, ou en anglais : American Zone of Occupation) était l'une des quatre zones alliées établie en Allemagne après la Seconde Guerre mondiale

## Étendue territoriale
Elle était constituée par : 
- les actuels Länder de :
  - Bavière (hormis l'arrondissement de Lindau jusqu'en 1955)
  - Hesse
  - Brême (comprenant les villes de Brême et de Bremerhaven)

- de l'ancien Land de :
  - Wurtemberg-Bade

- Des districts ouest-berlinois de :
  - Kreuzberg
  - Neukölln
  - Tempelhof
  - Schöneberg
  - Steglitz
  - Zehlendorf

Son quartier général était situé dans le bâtiment de l'IG Farben à Francfort-sur-le-Main en Hesse.

## Forces d'occupation
La VIIe armée américaine fut la force terrestre chargé de l'occupation militaire avec la IIIe armée américaine. Cette dernière rentra aux États-Unis en 1947 tandis que la 7e armée est actuellement la composante terrestre du Commandement des forces américaines en Europe.

## Liste des commandants de zone

### Gouverneur militaire
- 8 mai 1945 – 10 novembre 1945 : Dwight D. Eisenhower
- 11 novembre 1945 – 25 novembre 1945 : George S. Patton
- 26 novembre 1945 – 5 janvier 1947 : Joseph T. McNarney
- 6 janvier 1947 – 14 mai 1949 : Lucius D. Clay
- 15 mai 1949 – 1er septembre 1949 : Clarence R. Huebner

### Haut-commissaire
- 2 septembre 1949 – 1er août 1952 : John J. McCloy
- 1er août 1952 – 11 décembre 1952 : Walter J. Donnelly
- 11 décembre 1952 – 1er février 1953 : Samuel Reber
- 1er février 1953 – 5 mai 1955 : James B. Conant